# Heros
Heros é um gênero de peixes sul-americanos de água doce.

## Espécies
- Heros efasciatus Heckel, 1840
- Heros liberifer Staeck & I. Schindler, 2015[2]
- Heros notatus (Jardine, 1843)
- Heros severus Heckel, 1840
- Heros spurius Heckel, 1840